# Taunus
Taunus patří mezi německá střední pohoří. Rozprostírá se mezi řekami Mohan (na jihu), Rýn (na západě) a Lahn (na severu). Na východě tvoří přírodní hranici úrodná rovina Wetterau, která dostala jméno po říčce Wetter. Větší část Taunusu patří pod Hesensko, západní část pod Porýní-Falc.

## Hory
Nejvyšší horou Taunusu je Velký Feldberg (Großer Feldberg), jenž měří 878 m. Sousední Malý Feldberg (Kleiner Feldberg, 826 m). Následuje je Altkönig měřící 798 m.

## Města
Kolem Taunusu a uvnitř najdeme celou řadu historických měst. Na straně hesenské jsou např.: Bad Homburg, Idstein, Eppstein, Bad Camberg, Wiesbaden, Rüdesheim a celý Rheingau; v Porýní-Falci Diez, Katzenelnbogen, Nassau, Bad Ems, Lahnstein, Sankt Goarshausen se slavnou skálou, kde si podle básníka Heinrich Heine česávala své zlatoplavé vlasy Loreley.

## Historické památky

### Z doby římské
Taunusem vedla slavná římská hradba Limes, která měla za úkol chránit římskou říši před germánskými kmeny severně od ní. Některé pozůstatky lze obdivovat až do dnešního dne. Některé části byly rekonstruovány, například slavný římský kastel Saalburg severně od Bad Homburgu anebo strážní věž na území města Taunusstein.

### Hrady a zámky
V Taunusu najdeme celou řadu hradů a zámků. Mezi nejkrásnější lze zařadit zámek Braunfels. Zříceniny jsou např. v Eppsteinu, ve Falkensteinu a Nassau.

## Další výskyt jména „Taunus“
Podle tohoto pohoří byly po desetiletí pojmenovány německé modely automobilky Ford. - Ford Taunus